# Jan Kmita (starosta krakowski)
Jan Kmita z Wiśnicza (ur. ok. 1330, zm. 7 grudnia 1376 w Krakowie) – szlachcic polski herbu Szreniawa, zabity podczas tłumienia rozruchów wywołanych przez krakowskich mieszczan i drobne rycerstwo, skonfliktowanych z węgierskimi wpływowymi osadnikami.

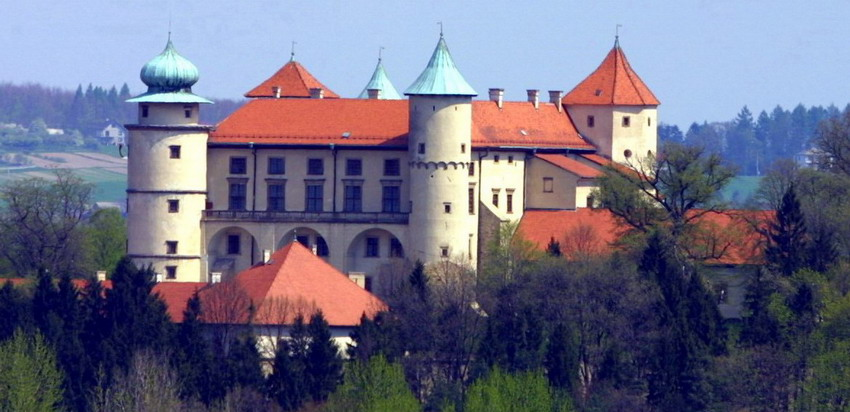
Zamek w Wiśniczu

Jan Kmita był protoplastą małopolskiej rodziny magnackiej, odgrywającej od XIV do XVI wieku istotną rolę w dziejach Polski.
Jako zdolnemu politykowi i znakomitemu organizatorowi, Janowi Kmicie powierzane były ważne i odpowiedzialne stanowiska – tak wojskowe, jak i administracyjne. Jego osobie powierzono  starostwo generalne: ruskie, sieradzkie – sprawowane w latach (1351–1367), starostwo lwowskie – (1371) oraz starostwo krakowskie – 1375. Ponadto w imieniu króla Ludwika Węgierskiego sprawował on rządy nad ziemiami ruskimi w latach 1372–1375.
Pośród wielu sławnych członków rodu Kmitów wymienić należy Piotra Kmitę z Wiśnicza – marszałka wielkiego koronnego, a w latach (1477–1505) – wojewodę krakowskiego.

## Z genealogii Kmitów według Adama Bonieckiego
Według Herbarza Polski Adama Bonieckiego, ojcem Jana Kmity był Jasiek Kmita z Wiśnicza, a wsią gniazdową rodu były Damienice w powiecie proszowickim pod Koniuszą.
(W wielu publikacjach Jaśkiem określany jest również Jan Kmita).